# Petersberg-Tunnel
Der Petersberg-Tunnel ist ein Eisenbahntunnel auf der Moselstrecke zwischen Neef und Ediger-Eller. Er ist 370 Meter lang und wurde 1970 elektrifiziert. Er wurde im Zuge des Baus der Moselstrecke von 1874 bis 1877 erbaut und 1879 eröffnet. Benannt ist er nach dem Neefer Petersberg, den er unterquert.

## Sanierung
Nach über 135 Jahren Betrieb entsprach der Tunnel nicht mehr den aktuellen technischen Anforderungen. Deshalb wurde von 2017 bis 2019 die Tunnelröhre verbreitert und innen mit einer neuen Stahlbetonschale ausgekleidet. Im Gegensatz zum rohen Fels vor der Sanierung ist der Beton wasserundurchlässig und verhindert Nassstellen im Tunnel. Durch das breitere Tunnelprofil konnte nach der Sanierung auch der Abstand der beiden Gleise von 3,50 m auf 4,00 m vergrößert werden. Um auch außerhalb des Südportals den Gleisabstand erhöhen zu können, wurde im Zuge der Maßnahme auch die dortige, bergseitige Stützmauer versetzt.
Die Sanierung wurde nach der „Tunnel-im-Tunnel-Methode“ durchgeführt. Dabei wird im ursprünglich zweigleisigen Tunnel ein einzelnes Baugleis verlegt und mit einer stählernen Schutzeinhausung, dem inneren „Tunnel“ umgeben. Während der Bauarbeiten kann dadurch der Verkehr auf der Strecke, wenn auch mit kleinen Einschränkungen wie nötigen Anpassungen der Fahrzeiten, aufrechterhalten werden. Die Baukosten werden vom ausführenden Unternehmen mit 16 Mio. € angegeben.

## Daten zum Bau
- 1879: Inbetriebnahme[1]
- 1970: Elektrifizierung[1]
- 1. Februar 2017: Beginn der Sanierung[5]
- 6. Mai 2017 vorübergehender Umbau auf eingleisigen Betrieb
- 14. Dezember 2019: Abschluss der Sanierung, Wiederherstellung zweigleisiger Betrieb[6]